# 後藤兼三
後藤 兼三（ごとう けんぞう、1879年（明治12年）6月15日 - 1937年（昭和12年）2月6日）は、大日本帝国海軍の軍人。最終階級は海軍少将。

## 人物・経歴
福岡県出身。1897年福岡県立尋常中学修猷館を経て、1902年海軍機関学校（10期）を卒業。1905年日露戦争における日本海海戦に、連合艦隊旗艦である戦艦三笠の分隊長として出征する。
1907年海軍大学校を卒業。1909年から1912年にかけて米国駐在。1912年防護巡洋艦対馬機関長、海軍大学校教官、1916年戦艦安芸機関長、1917年海軍機関学校教官、1919年第二水雷戦隊機関長などを歴任。1920年から1922年にかけて造船造兵監督官として英国出張。1923年海軍省機関局第1課長を経て、1924年少将となる。1925年予備役に編入された。その後、日本電波社長などを務めた。